# Aveva
AVEVA Group plc er en britisk industrisoftwarevirksomhed med hovedkvarter i Cambridge. Virksomheden blev etableret som Computer-Aided Design Centre (eller CADCentre) i Cambridge i 1967 af UK Ministry of Technology og University of Cambridge.